# Concerto para piano e orquestra n.º 1 (Tchaikovski)

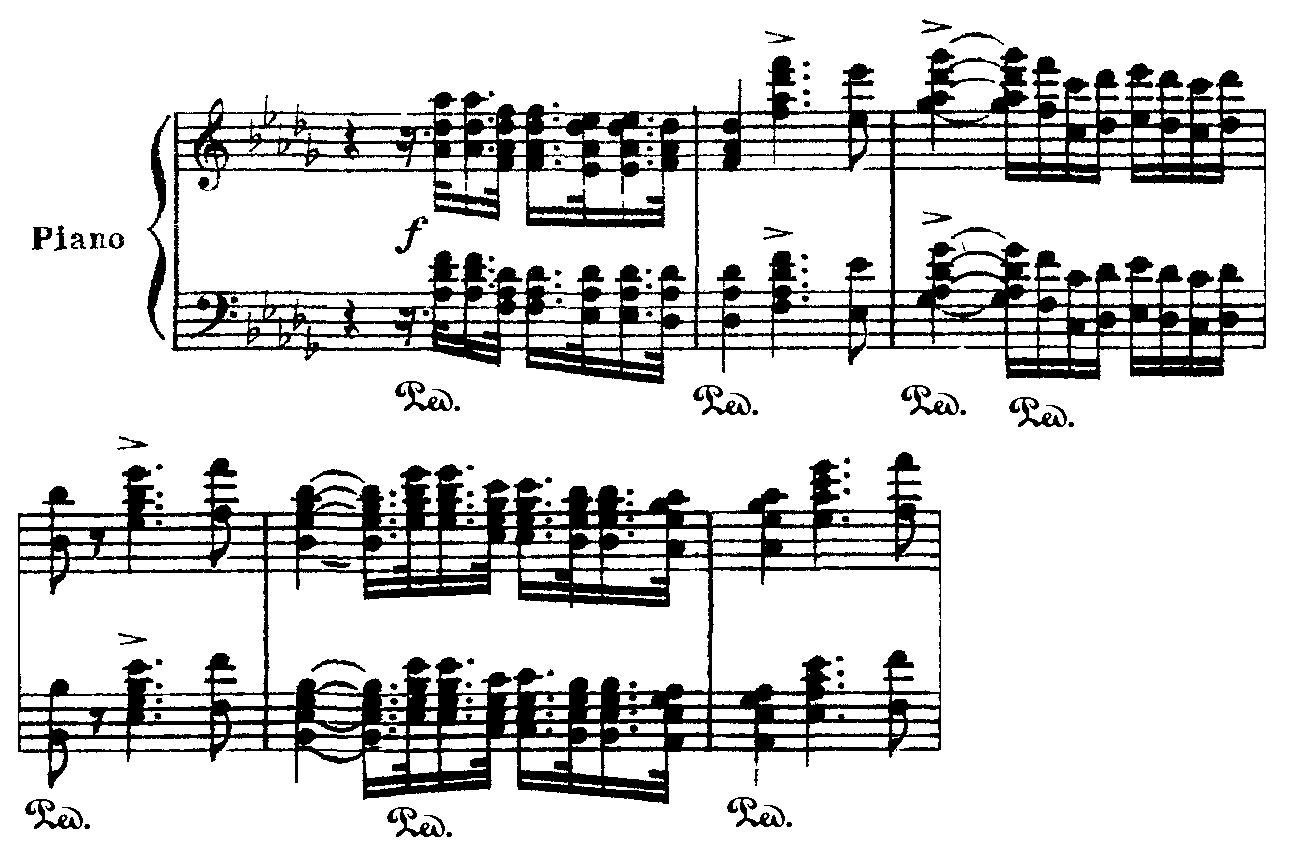
Tema principal, parte para piano.

O Concerto para piano e orquestra Nº 1 em Si bemol menor, op. 23, foi escrito pelo compositor Piotr Ilitch Tchaikovski entre novembro de 1874 e fevereiro de 1875, revisto pela primeira vez em 1879 e pela segunda vez em dezembro de 1888.
A versão original teve sua estreia em Boston, Estados Unidos da América, dia 25 de outubro de 1875, regida por Benjamin Johnson Lang e com Hans von Bülow no piano. Tchaikovski dedicou seu primeiro concerto para piano a Hans von Bülow.
Tchaikovski também escreveu um arranjo para dois pianos em dezembro de 1884, e reviu a obra em dezembro de 1888.

## Movimentos
1. Allegro non troppo e molto maestoso – Allegro con spirito
2. Andantino semplice – Prestissimo
3. Allegro con fuoco

## Instrumentação

### Solista
- Piano

### Madeiras
- 2 flautas
- 2 oboés
- 2 clarinetes (em Si bemol)
- 2 fagotes

### Metais
- 4 trompas (em Fá)
- 2 trompetes (em Fá)
- 3 trombones

### Percussão
- Tímpano

### Cordas
- Violinos I
- Violinos II
- Violas
- Violoncelos
- Contrabaixos

## Duração
O Concerto para piano e orquestra Nº 1 dura aproximadamente 40 minutos.